# (4094) Aoshima
(4094) Aoshima est un astéroïde de la ceinture principale.

## Description
(4094) Aoshima est un astéroïde de la ceinture principale. Il fut découvert le 26 août 1987 à Shizuoka par Minoru Kizawa et Watari Kakei. Il présente une orbite caractérisée par un demi-grand axe de 2,87 UA, une excentricité de 0,33 et une inclinaison de 2,0° par rapport à l'écliptique.

## Compléments